# Eustorge II de Milan
 (août 2018).
Si vous disposez d'ouvrages ou d'articles de référence ou si vous connaissez des sites web de qualité traitant du thème abordé ici, merci de compléter l'article en donnant les références utiles à sa vérifiabilité et en les liant à la section « Notes et références ».
Saint Eustorge II de Milan, mort vers 518, était un chrétien d’origine grecque qui vécut à Rome et devint évêque de Milan de 512 à sa mort vers 518. Liturgiquement il est commémoré le 6 juin. 
Rien n’est connu de ses origines mais il semble avoir vécu à Rome sous les papes Gélase, Symmaque et Hormisdas. Il est décrit comme un homme tranquille et de grande vertu, excellent pasteur de son peuple. Il agrandit et embellit le baptistère que son prédécesseur, Laurent Litta construisit. D’après Cassiodore, le roi Théodoric le Grand le tenait en grande estime.
L’évêque Eustorge est enterré dans la basilique Saint-Laurent, à Milan, où ses reliques sont vénérées.  